# Гольдман, Адриано
Адриано Гольдман (порт.-браз. Adriano Goldman) — бразильский кинооператор.

## Биография
Родился в Сан-Паулу. Дебютировал как оператор в 1987. Начинал с короткометражных лент, снимал музыкальные и рекламные видеоролики. Выступает также как режиссёр, в частности — постановщик телесериалов.

## Фильмография
- 2002: Город мужчин/ Cidade dos Homens (Фернанду Мейреллиш и др., телесериал)
- 2005: Свадьба Ромео и Джульетты/ O Casamento de Romeu e Julieta (Бруну Баррету)
- 2006: Год, когда мои родители уехали в отпуск/ O Ano em Que Meus Pais Saíram de Férias (Као Хамбургер, Большая премия бразильского кино)
- 2006: Сыновья карнавала/ Filhos do Carnaval (Као Хамбургер, телесериал)
- 2008: Роман/ Romance (Гэль Арраиш)
- 2009: Без имени/ Sin nombre (Кэри Фукунага, номинация на премию Независимый дух, премия фестиваля Санденс за операторское мастерство)
- 2009: Шум и ярость/ Som e Fúria (Фернанду Мейреллиш, Тонику Мелу)
- 2010: Убеждение/ Conviction (Тони Голдвин)
- 2011: Джейн Эйр/ Jane Eyre (Кэри Фукунага)
- 2011: Калейдоскоп любви / 360 (Фернанду Мейреллиш)
- 2012: Xingu (Као Хамбургер)
- 2012: The Company You Keep (Роберт Редфорд)
- 2014: Свалка/ Trash (Стивен Долдри)
- 2015: Шеф Адам Джонс/ Burnt (Джон Уэллс)